# Sziget (Szerbia)
Sziget (szerbül Сигет / Siget) település Szerbiában, a Vajdaságban, az Észak-bánsági körzet Törökkanizsai községében. Közigazgatásilag az oroszlámosi Helyi közösséghez tartozik.

## Fekvése
Törökkanizsától keletre, a szerb-román határ közelében, Oroszlámos északi szomszédjában fekvő település.

## Története
1851-ben Fényes Elek írta a településről:
Sziget(Kis-), puszta, Torontál vármegyében, magyar hely a bébai uradalomban, 12 házzal, 80 katholikus lakossal, dohánytermesztéssel. Földes ura gróf Batthyány.

## Népesség

### Demográfiai változások
| 1948 | 1953 | 1961 | 1971 | 1981 | 1991 | 2002 | 2011 |
| ---- | ---- | ---- | ---- | ---- | ---- | ---- | ---- |
| 522  | 502  | 511  | 434  | 358  | 294  | 247  | 198  |